# Bolo gota de chuva

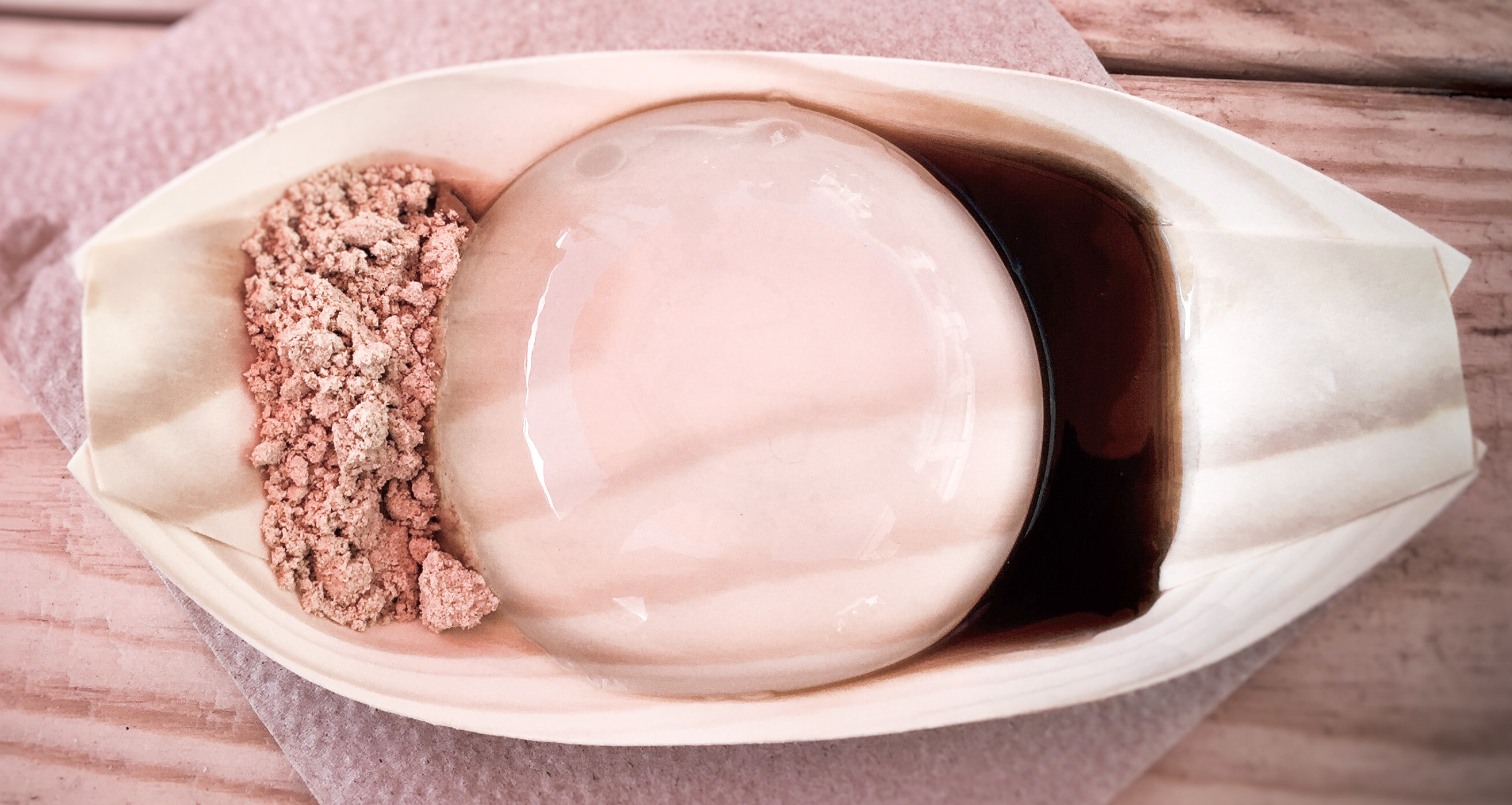
Bolo Raindrop servido com kuromitsu e kinako

O "bolo gota de chuva" é uma sobremesa japonesa feita com água e ágar, assemelhando-se a uma gota de chuva. Tornou-se popular no Japão em 2014, conquistando reconhecimento internacional em seguida.
Esta receita simples, com apenas dois ingredientes, possui pouquíssimas calorias. É servido com xarope de açúcar mascavo por cima (kuromitsu) e polvilhado com farinha de soja torrada (kinako).
O chef nova-iorquino Darren Wong obteve muito sucesso com essa sobremesa, afirmando que "poucas comidas estimulam tantos sentidos ao mesmo tempo."

## História
No Japão, a sobremesa é conhecida como mizu shingen mochi (水信玄餅). O prato é uma evolução da sobremesa japonesa shingen mochi (信玄餅). O shingen mochi foi desenvolvido na década de 1960 e foi inspirado no abekawa mochi, feito localmente e tradicionalmente consumido durante o festival Obon nas prefeituras de Yamanashi e Shizuoka.
O shingen mochi, assim como o abekawa mochi, é um bolinho de arroz (mochi) coberto com kinako (farinha de soja torrada) e xarope de açúcar mascavo. Ele recebeu o nome de Takeda Shingen, um famoso daimiô que governou Yamanashi durante a era Sengoku. Diz-se que ele usava mochi, feito de farinha de arroz e açúcar, como uma ração de emergência durante os períodos de guerra.

### Mizu shingen mochi

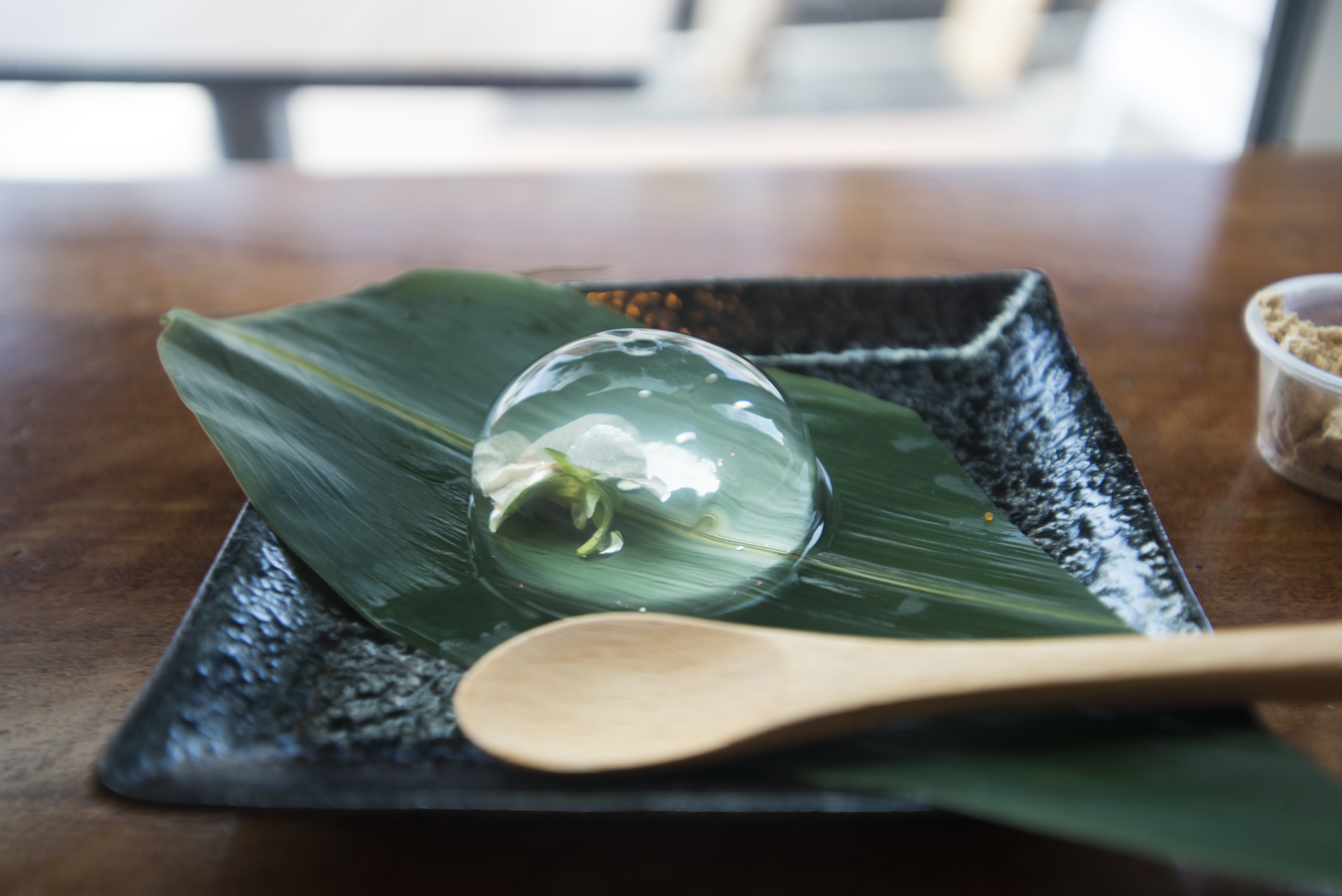
O bolo gota de chuva é um prato japonês feito de água e agar que se assemelha a uma gota de água em uma superfície.

A empresa Kinseiken teve a ideia do mizu shingen mochi. A empresa está localizada em Hakushu, Yamanashi, que é conhecida por sua água mineral fresca. A região é um dos maiores produtores de água mineral no Japão.
Mizu (水) significa água e shingen mochi (信玄餅) é um tipo de bolinho doce de arroz (mochi) feito pela empresa Kinseiken. No ano anterior, em 2013, o criador quis explorar a ideia de fazer água comestível. A sobremesa se tornou uma sensação viral e as pessoas fizeram viagens especiais à região para experimentar o prato.
Darren Wong apresentou o prato aos Estados Unidos na cidade de Nova York durante a feira de comida Smorgasburg em abril de 2016. Pouco depois, o restaurante londrino Yamagoya trabalhou quatro meses para desenvolver uma versão própria. A sobremesa também é vendida em kits para ser feita em casa.

## Descrição
O prato é feito de água mineral e ágar; assim, praticamente não tem calorias. A água do prato original foi obtida do Monte Kaikoma, nos Alpes do Sul do Japão, e foi descrita como tendo um sabor levemente adocicado. O ágar é uma alternativa vegetariana/vegana à gelatina feita de algas marinhas. Depois de aquecido, é moldado e resfriado. Um xarope semelhante ao melaço, chamado kuromitsu, e farinha de soja, chamada kinako, são usados como coberturas. O prato parece uma gota de chuva transparente, embora também tenha sido comparado a implantes mamários e águas-vivas. A sobremesa em grande parte insípida derrete quando entra na boca e deve ser comida imediatamente, ou derreterá e começará a evaporar após vinte minutos.
A sobremesa também é vendida em kits para ser feita em casa. Foi apresentada pela principal mídia americana no The Today Show, BuzzFeed e ABC News.